# 島貫泰介
島貫 泰介（しまぬき たいすけ、1980年 - ）は、日本の美術ライター、編集者。

## 概要
1980年、神奈川県生まれ。
2005年武蔵野美術大学造形学部映像学科卒業。
京都、別府在住。
『美術手帖』『CINRA.NET』などでアート&カルチャーに関わる執筆・編集を行う。
京都と東京を拠点に、美術、演劇、ポップカルチャーにかかわる執筆やインタビュー、編集を行なう。主な仕事に『美術手帖 特集：言葉の力。』（2018年3月）、『同誌 特集：あなたの知らないニューカマー・アーティスト100』（2016年12月）、「CINRA.NET」でのインタビュー取材など。
近年は捩子ぴじん、三枝愛と共にリサーチコレクティブ・禹歩としても活動。
2020年夏にはコロナ禍以降の京都・関西のアート&カルチャーシーンを概観するウェブメディア『ソーシャルディスタンスアートマガジン かもべり』を開始。
極左であることを公言しており、カルチャーメディア『NiEW』にて美術・カルチャーから思考する独自の政治的見解の執筆を開始。